# إنزال خليج سوفلا
إنزال خليج سوفلا (بالإنجليزية: Landing at Suvla Bay) كان بمثابة إنزال برمائي تمت أحداثه في سوفلا على ساحل بحر إيجة في شبه جزيرة جاليبولي في الدولة العثمانية كجزء من هجوم أغسطس، وهي المحاولة البريطانية الأخيرة لكسر الجمود في حملة جاليبولي ، كان الهدف من الإنزال، الذي بدأ ليلة 6 أغسطس 1915 ، دعم خروج الفيلق الأسترالي النيوزلندي، والذي يبعد خمسة أميال (8   كم) وتقدمه إلى الجنوب.
على الرغم من نجاحه في البداية، وفي مقابل مقاومة ضعيفة من العثمانين، الا ان عملية الهبوط في سوفلا وصلت بسرعة إلى نفس حالة الجمود التي سادت على جبهتي أنزاك وهيلز .

## روابط خارجية
- خريطة